# Les Yeux fermés (film, 2013)
Pour les articles homonymes, voir Les Yeux fermés.
Pour plus de détails, voir Fiche technique et Distribution.
Les Yeux fermés est un film français réalisé par Jessica Palud et sorti en 2013.

## Synopsis
Un jeune homme est en pleine reconstruction après avoir subi un long coma.

## Fiche technique
- Réalisation : Jessica Palud
- Scénario : Jessica Palud, Olivier Chenille
- Photographie : Arthur Le Ret
- Montage : Stéphane Garnier
- Production : Track Films, Birds in the Storm
- Distributeur : White Pictures
- Musique : Simon Buret, Olivier Coursier
- Date de sortie : 1er mai 2013

## Distribution
- Simon Buret : Pierre
- Linh-Dan Pham : Claire
- Olivier Chenille : Antoine
- Clémentine Poidatz : Mina
- Patrice Juiff : Jacques
- Jeanne Rosa : Diane
- Julie Trannoy : Maude
- Clément Aubert : Gilles
- Jules Angelo Bigarnet : Pierre enfant
- Sam Richard : Antoine enfant
- Vadim Léger : Le fils de Diane
- Maurice Gourdeau : Le papy

## Autour du film
Le film a été tourné en moins de dix jours, sans budget et en auto-production. L'image a des cadrages très précis et une photographie travaillée, ainsi qu'une bande son signée AaRON, le groupe de Simon Buret.
Cependant le résultat est jugé « sans relief » par certains critiques, « souffr[ant] de ses lourdeurs » et représentatif d'une « poésie juvénile » par d'autres.